# MDK2
MDK2 — компьютерная игра в жанре шутера от третьего лица, которая была разработана компанией BioWare и издана Interplay в 2000 году. Является прямым продолжением игры MDK, хотя разработана другой компанией. В 2004 году компания 1С выпустила локализованную версию игры с русскоязычным озвучиванием и переведенным текстом и субтитрами.

## Игровой процесс
Игроку предстоит играть за трёх героев: Курта Хектика, Доктора Флюка Хокинса и пса Макса. В зависимости от героя игровой процесс различается: Курт часто использует пулемет или снайперскую винтовку для решения головоломок и борьбы с противниками, Макс может использовать одновременно до четырёх единиц оружия, а Доктор, комбинируя разные части найденные по дороге может собирать новые устройства.

## Сюжет
Действие игры начинается на околоземной орбите 3 декабря 1999 года. Главные герои празднуют победу, Курт Хектик хочет вернуться к своим обязанностям уборщика, но на землю нападает новый майнкроулер, и доктор снова посылает Курта остановить его. Убив управляющего Курт собирается вернуться на станцию, но его захватывает Шванг Швинг. Доктор пытается его предупредить, но связь глушилась с корабля находящегося рядом на орбите, поэтому Доктор Хокинс посылает Макса разобраться с проблемой. Когда Макс пробивается с боем по кораблю его тоже берут в плен, а в это время на «Джим Денди» высаживаются инопланетяне. Доктор отважно сражается с инопланетянами, побеждает и телепортирует к себе Курта, у которого отобрали костюм. Доктор Хокинс даёт ему новый и отправляет спасти Макса. Курт прорывается на корабль, спасает Макса и побеждает Шванга Швинга. После битвы герои связались с Доктором, но услышали голос инопланетян и поняли, что их предводитель взят в плен. Шванг минирует корабль, а Курт устремляется за ним в открывшийся портал. Макс отправляется на челноке на «Джим Денди», чтобы спасти Доктора. Там же он уничтожает злого «собрата» — Робо-Пса и спасает своего изобретателя. Доктор отправляет его в портал, подразумевая, что оттуда и идут все инопланетные налёты, и продолжает очищать корабль от пришельцев во главе с конкурентом по интеллекту — Би Эф Би, который расставил детонаторы по всему кораблю, чтобы взорвать его.
В это время Курт попадает в инопланетный мегаполис — Свиззл Фирма — и преследует корабль, в котором находится Шванг Швинг. После взрыва корабля Шванг говорит, что нападать на людей — не его прихоть, а всего лишь исполнение приказов от инопланетного императора Зиззи Балубы. Курт улетает в его дворец. Макс после телепортации попадает в гетто города Свиззл Фирма. Находясь на складе боеприпасов, он подслушал, что инопланетяне собрались уничтожить Землю ракетой. Шестиногий робот-пёс отправляется в ангар запуска, уничтожает Шванга Швинга в инвалидном кресле (который оказался в нём после взрыва корабля), улетает на ракете во дворец, разминировав её взрывное устройство и изменив её курс, и встречается с Куртом. Они ловят связь с Доктором, и сообщают ему своё местонахождение, но тот по ошибке телепортируется на небоскрёбы Свиззл Фирмы, в переговорный пункт. Там он модернизирует телефонную будку и улетает во дворец.
Друзья теперь снова вместе. Они врываются во дворец и находят императора Зиззи Балубу. Оказывается, что жабоподобный инопланетный король устраивает нападения на Землю ради увеселения. Герои уничтожают императора, отомстив за родную планету. Итак, в очередной раз Курт, Макс и Доктор Хокинс прославились на всю вселенную! Они спасли тысячи жизней на планете Земля, не дав инопланетянам поработить человечество.

## Разработка и выпуск
9 мая 2011 вышла версия игры для Wii, а 12 октября того же года вышла обновленная HD-версия для PC.
В России до официальной локализации 1С игра уже была многократно переведена и озвучена на русский язык пиратами — в частности для PC были выпущены переводы от фирм Фаргус, 7Волк, Русский Проект, Наша Марка, XXI век, CITY, Оскар и Triada. Качество перевода и озвучки очень сильно отличалось — к примеру версия от Фаргус которая была выпущена ещё в 2000 году хорошо переведена и озвучена профессиональными актёрами — Николаем Верещенко и Федором Суховым, ничем не уступая версии 1С, а версия от CITY хоть и была хорошо переведена, но озвучивалась непрофессиональным актёром озвучки Владиславом Галинским.
Также пиратами были переведены и озвучены консольные версии для Dreamcast и PlayStation2, перевод и озвучку осуществили фирмы Kudos и Вектор.
Релиз от Вектор для PS2 является непроходимым из-за испорченного скрипта, во время сражения с Шванг Швингом на 4-м уровне пройти невозможно из-за того что лучи не наносят урон
Поскольку игра на консолях не была локализована официально, то данные издания остаются единственными русскими приставочными версиями игр, несмотря на спорное качество перевода и озвучки.

## Оценки
| Сводный рейтинг | Сводный рейтинг | Сводный рейтинг | Сводный рейтинг |
| Издание         | Оценка          | Оценка          | Оценка          |
| Издание         | Dreamcast       | PC              | PS2             |
| --------------- | --------------- | --------------- | --------------- |
| GameRankings    | 88,08 %         | 86,31 %         | 80,99 %         |